# Поповское (сельское поселение Сиземское)
Поповское — деревня в Шекснинском районе Вологодской области России. Входит в состав сельского поселения Сиземского, с точки зрения административно-территориального деления — в Сиземский сельсовет.

## География

### Географическое положение
Расстояние до районного центра Шексны по автодороге — 37,1 км, до центра муниципального образования Чаромского по прямой — 13 км. Ближайшие населённые пункты — Павловское, Сыромяткино, Починок, Еремино, Соловарка, Артемьево, Давыдково.

## История
Стоит возле реки Сизьма. 

## Население
| 2010 |
| ---- |
| 23   |

## Гендерный и национальный  состав
По переписи 2002 года население — 33 человека (15 мужчин, 18 женщин). Всё население — русские.

## Инфраструктура
Личное подсобное хозяйство.

## Транспорт
Деревня доступна автотранспортом.